# Landtagswahlkreis Viersen I
Der Landtagswahlkreis Viersen I ist ein Landtagswahlkreis in Nordrhein-Westfalen. Er umfasst die Gemeinden Schwalmtal, Viersen und Willich im Kreis Viersen. Dieses Gebiet wurde seit 1980 kaum verändert, lediglich bei der Landtagswahl 2000 gehörte noch ein Teil der Gemeinde Tönisvorst dazu.

## Landtagswahl 2022
Wahlberechtigt zur Landtagswahl 2022 waren 110.194 Einwohner des Wahlkreises. Die Wahlbeteiligung lag bei 54,8 %.
| Direktkandidat | Erststimmen in % | Partei    | Zweitstimmen in % |
| -------------- | ---------------- | --------- | ----------------- |
| Guido Görtz    | 42,6             | CDU       | 41,5              |
| Lukas Maaßen   | 25,3             | SPD       | 22,4              |
| Paul Muschiol  | 17,1             | GRÜNE     | 18,2              |
| Frank a Campo  | 5,3              | FDP       | 6,1               |
| Elvira Fiebig  | 4,1              | AfD       | 4,3               |
| Andreas Röder  | 1,6              | LINKE     | 1,5               |
| Übrige         | 4,0              | parteilos | 6,0               |

## Landtagswahl 2017
Wahlberechtigt zur Landtagswahl 2017 waren 110.898 Einwohner des Wahlkreises. Die Wahlbeteiligung lag bei 64,4 %.
| Direktkandidat         | Erststimmen in % | Partei    | Zweitstimmen in % |
| ---------------------- | ---------------- | --------- | ----------------- |
| Hans Smolenaers        | 27,2             | SPD       | 27,2              |
| Stefan Berger          | 44,7             | CDU       | 37,8              |
| Martina Maaßen         | 7,2              | GRÜNE     | 5,5               |
| Frank a Campo          | 9,7              | FDP       | 15,2              |
| Markus Jörg Hoffbauer  | 1,6              | PIRATEN   | 0,9               |
| Franz Otto Lohbusch    | 4,2              | LINKE     | 3,9               |
| Ute Wilhelmine Reyners | 4,8              | AFD       | 6,0               |
| Volker D'Agnone        | 0,7              | parteilos | –                 |
| Übrige                 | –                | parteilos | 3,4               |

Der Wahlkreisabgeordnete Stefan Berger, vertrat den Wahlkreis seit 2000 im Düsseldorfer Landtag. Er legte sein Mandat am 3. Juli 2019 nach der Wahl in das Europäische Parlament nieder. Die bisherige Abgeordnete der Grünen, Martina Maaßen, war nicht auf der Landesliste abgesichert und schied so aus dem Parlament aus.

## Landtagswahl 2012
Wahlberechtigt zur Landtagswahl 2012 waren 110.487 Einwohner des Wahlkreises. Die Wahlbeteiligung lag bei 59,3 %.
| Direktkandidat  | Erststimmen in % | Partei     | Zweitstimmen in % |
| --------------- | ---------------- | ---------- | ----------------- |
| Stefan Berger   | 40,1             | CDU        | 30,8              |
| Ozan Atakani    | 32,5             | SPD        | 34,1              |
| Martina Maaßen  | 11,0             | GRÜNE      | 10,2              |
| Stefan Feiter   | 5,6              | FDP        | 11,0              |
| Christoph Saßen | 2,1              | LINKE      | 1,9               |
| Uwe Butzen      | 8,0              | PIRATEN    | 8,0               |
| Jan Lützler     | 0,7              | Die PARTEI | 0,3               |

## Landtagswahl 2010
Wahlberechtigt zur Landtagswahl 2010 waren 110.160 Einwohner des Wahlkreises. Die Wahlbeteiligung lag bei 58,4 %.
| Direktkandidat        | Erststimmen in % | Partei  | Zweitstimmen in % |
| --------------------- | ---------------- | ------- | ----------------- |
| Stefan Berger         | 46,5             | CDU     | 41,2              |
| Monika Ruff-Händelkes | 31,2             | SPD     | 27,6              |
| Martina Maaßen        | 10,0             | GRÜNE   | 11,6              |
| Stefan Feiter         | 5,6              | FDP     | 8,6               |
| Franz Otto Lohbusch   | 5,2              | LINKE   | 5,2               |
| Dennis Maaßen         | 1,5              | FAMILIE | 0,7               |

## Landtagswahl 2005
Wahlberechtigt zur Landtagswahl 2005 waren 109.138 Einwohner des Wahlkreises. Die Wahlbeteiligung lag bei 62,4 %.
| Direktkandidat        | Partei      | Stimmen in % |
| --------------------- | ----------- | ------------ |
| Monika Ruff-Händelkes | SPD         | 30,8         |
| Stefan Berger         | CDU         | 51,5         |
| Bert Boßeler          | FDP         | 8,0          |
| Martina Maaßen        | GRÜNE       | 5,4          |
| Herbert Floeth        | REP         | 0,6          |
| Jasmin Wirtz          | NPD         | 1,0          |
| Gabriele Blumenthal   | ödp         | 0,3          |
| Paul Schlechtriem     | WASG        | 2,2          |
| Michael Brack         | Offensive D | 0,2          |